# William George Aston
William George Aston, född 9 april 1841 död 22 november 1911, var en brittisk konsul verksam i Japan och Korea. Han bidrog stort till studier om den japanska historien och det japanska språket (japanologi) på 1900-talet. National Portrait Gallery i London har en tavla föreställande Aston  av Minnie Agnes Cohen, det enda kända porträttet av honom.

### Brev till Aston
- Sir Ernest Satow's Private Letters to W.G. Aston and F.V. Dickins editerad av Ian Ruxton med en introduction av Peter Kornicki, Lulu Press Inc, December 2007